# Le Faisceau
Le Faisceau – pierwsze francuskie ugrupowanie faszystowskie istniejące w latach 20. XX wieku.

## Dzieje ugrupowania
Powstało 11 listopada 1925 r. z inicjatywy Jacques'a Arthuysa i  Georges'a Valois, b. członków Action Française, którzy od 26 lutego wydawali pismo "Le Nouveau Siècle". Wśród czołowych działaczy byli m.in. Philippe Barrès, Serge André (przemysłowiec), płk André d'Humières (kierujący bojówkami paramilitarnymi), Marcel Bucard (przyszły przywódca faszystowskiej Parti Franciste), Hubert Bourgin (intelektualista, b. członek Ligue des Patriotes), dr Thierry de Martel. Nazwa pochodziła od włoskiego fasci. Ugrupowanie wzorowało się na Narodowej Partii Faszystowskiej Benito Mussoliniego, przejmując jej paramilitarny styl – mundury, wojskowe ceremonie i parady. Utworzono też bojówki pod nazwą Légions, ale ich akcje ograniczały się jedynie do obrony przed atakami Camelots du Roi. Faisceau szybko stało się obiektem krytyki ze strony Action Française, która postrzegała je jako potencjalną konkurencję. Finansowali je tacy przemysłowcy francuscy, jak Eugène Mathon i François Coty. Faisceau głosiło radykalne hasła, ale jej działalność miała ograniczony charakter. Głównymi formami działania były mityngi partyjne (największy 27 czerwca 1926 r. w Reims) i demonstracje uliczne. Pod koniec 1926 r. liczebność ugrupowania, mającego w szczytowym okresie ok. 25 tys. członków,  zaczęła mocno spadać. Ostatecznie doszło do jego rozwiązania w 1928 r. Georges Valois założył wkrótce nowe ugrupowanie pod nazwą Parti Républicain Syndicaliste.

## Program
Le Faisceau opowiadało się za państwem "narodowym", które będzie zaspokajało potrzeby wszystkich klas społecznych. Na jego czele powinien stać silny, autorytarny przywódca. Jednakże nie było wyznaczonego kandydata; Georges Valois nie zamierzał obejmować tej funkcji (część działaczy zgłaszała osobę Maxime’a Weyganda). Zamierzano tego dokonać poprzez zamach stanu i wprowadzenie dyktatury. Podstawą państwa miał być system korporacyjny, ale było to różnie rozumiane wśród głównych działaczy Le Faisceau. Georges Valois opowiadał się za formą produceryzmu, gdzie gospodarka opiera się na producentach. Natomiast np. E. Mathon chciał wprowadzenia kapitalizmu leseferystycznego, bez interwencjonizmu państwowego. Przywódca Le Faisceau rozumiał faszyzm jako rewoltę przeciwko "rządom burżuazji". Nie kwestionował istnienia prywatnej własności. 